# 24 Japan
24 Japan (トゥエンティフォー・ジャパン, Tuentifō Japan, stylisé 24 JAPAN)  est une série télévisée d'action japonaise diffusée sur TV Asahi et dont le scénario, écrit par Shūkei Nagasaka, est basé sur la série américaine 24 Heures chrono. Elle est diffusée depuis le 9 octobre 2020 et est prévue pour continue jusqu'en mars 2021. La série est produite par Total Media Communication.

## Liminaire
La série se concentre sur Genba Shidō, qui travaille pour l'Unité antiterroriste basée à Tokyo, sa famille et un complot visant à assassiner Urara Asakura, qui devrait devenir la première femme Premier ministre du Japon. En général, l'intrigue de 24 Japan est plus lente que la série originale au rythme rapide.
La version japonaise de 24 Heures chrono est la deuxième adaptation de la série après celle en hindi. La série 24 Japan suit une histoire similaire à la première saison de la série américaine, mais avec une technologie mise à jour et des problèmes mondiaux et nationaux plus pertinents.

## Distribution

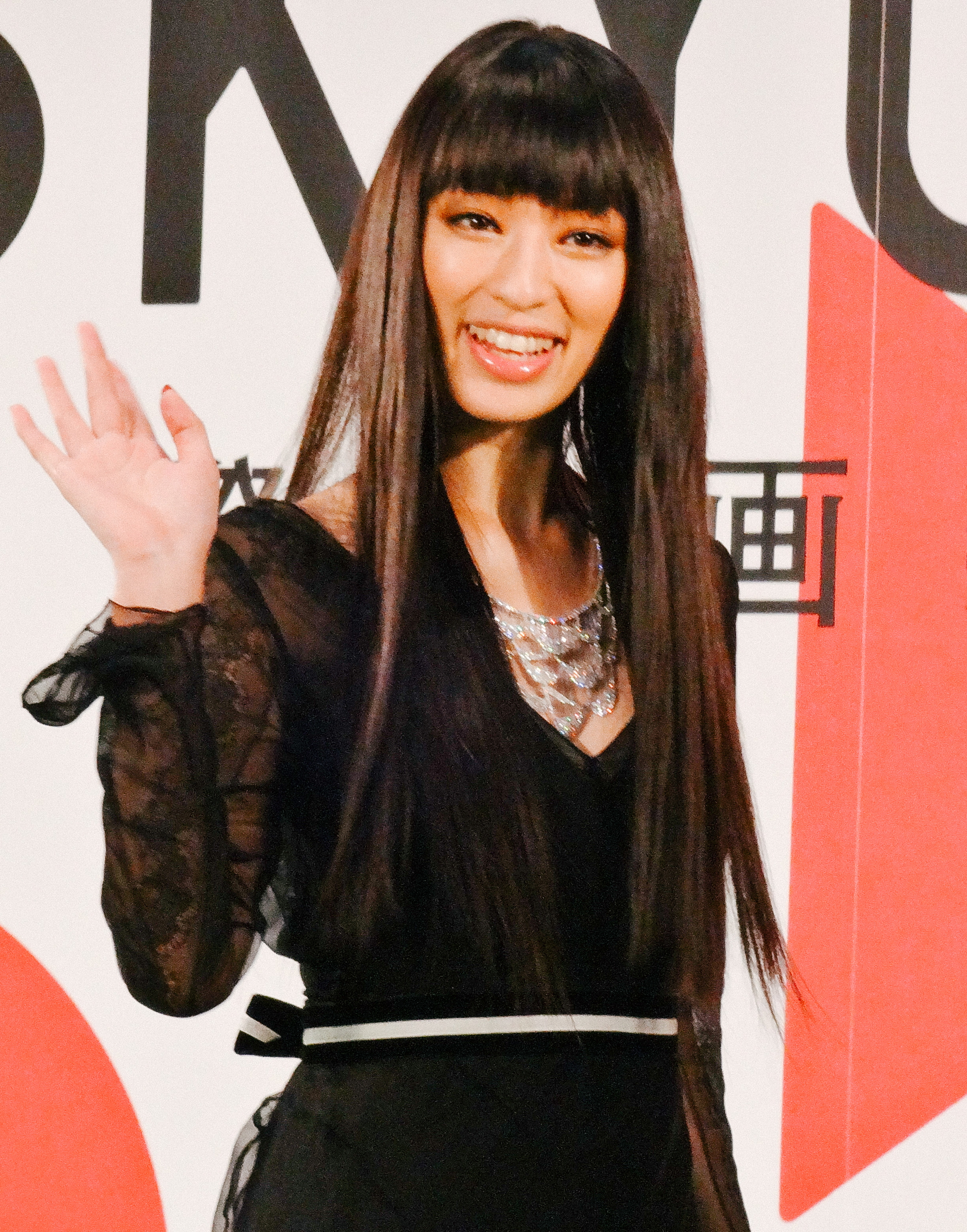
Chiaki Kuriyama, star de Kill Bill : Volume 1, joue le rôle d'Itsuki Mizuishi, un agent de la Cellule anti-terroriste basé sur le personnage de Nina Myers.

- Toshiaki Karasawa : Genba Shidō, un personnage basé sur Jack Bauer, un homme de la Cellule anti-terroriste (Counter Terrorist Unit ou CTU, en anglais ) Japon chargé de protéger Urara Asakura, une femme qui deviendra la première femme Premier ministre du Japon<[1].
- Tae Kimura : Rikka Shidō, la femme de Genba, basée sur Teri Bauer[3].
- Chiaki Kuriyama : Itsuki Mizuishi, un agent du gouvernement à la CTU basé sur le personnage de Nina Myers.
- Hiyori Sakurada : Miyu Shidō, la fille adolescente de Genba et Rikka, le personnage de Kim Bauer dans la série originale.
- Hiroyuki Ikeuchi : Takumi Nanjō, un agent du gouvernement à la CTU basé sur le personnage de Tony Almeida[4].
- Yukie Nakama : Urara Asakura, la future première femme Premier ministre du Japon, d'après le personnage du président David Palmer de l'émission originale.
- Denden : Josh
- Atsuhiro Inukai : Go Samejima
- Yû Kamio : Yogo Hakozaki
- Nana Katase : Nanami Hikawa
- Yasuyuki Maekawa : Tsunehiko Minagawa
- Kazuya Takahashi : Tamizo Kanbayashi
- Shûhei Uesugi : Kenya Hasabe
- Miki Yanagi (ja) : Suzu Hakozaki

## Impact et réaction
Avant la sortie de 24 Japan, des doutes avaient été exprimés par le public sur le potentiel d'une version japonaise du concept de 24 Heures chrono. Une préoccupation fréquemment exprimée par un critique était que le type de violence et de terrorisme liés aux armes à feu décrit dans la série américaine ne serait pas réaliste dans un contexte japonais, car une attaque terroriste majeure n'avait pas eu lieu au Japon depuis l'attaque au sarin du métro de Tokyo du 20 mars 1995. On craignait également que Karasawa ne soit pas le meilleur choix pour remplir le rôle de Genba Shidō en raison de la différence d'âge entre lui et Kiefer Sutherland au début de 24 Heures chrono en 2001 — Karasawa avait 57 ans au moment du tournage alors que Sutherland en avait 34.